# Raimundo Fernández Villaverde

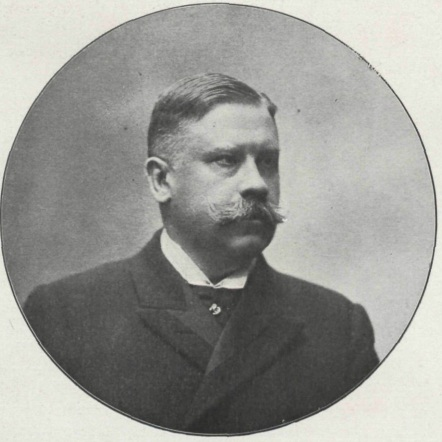
Raimundo Fernández Villaverde (Bild von Christian Franzen)

Raimundo Fernández Villaverde y García del Rivero, Markgraf (Marqués) de Pozo Rubio (* 20. Januar 1848 in Madrid; † 15. Juli 1905 ebenda) war ein spanischer Politiker und Ministerpräsident Spaniens (Presidente del Gobierno).

## Leben

### Studium und berufliche Laufbahn
Nach dem Erwerb der Hochschulzugangsberechtigung (Bachillerato) am Instituto de San Isidro absolvierte er ein Studium der Rechtswissenschaften an der Universidad Central in Madrid, das er 1869 mit dem Licenció abschloss. Nach dem Erwerb eines Doktortitels der Rechtswissenschaften im Handelsrecht und Haushaltsrecht wurde er schließlich zum außerordentlichen Professor an die Universidad Central berufen.
1877 erfolgte seine Ernennung zum Generaldirektor der Kommunalverwaltung (Administración Local), ehe er im darauf folgenden Jahr für zwei Jahre Generaldirektor des Sonderdienstes der Staatsverwaltung (Intervención General de la Administración del Estado) wurde.

### Abgeordneter und Minister
Seine politische Laufbahn begann er bereits am 24. August 1872, als er als Mitglied der Konservativen Partei (Partido Conservador de Nicaragua) zum Mitglied des Parlaments (Congreso de los Diputados) gewählt wurde, wo er bis zu seinem Tode durchgehend den Wahlkreis von Pontevedra vertrat.

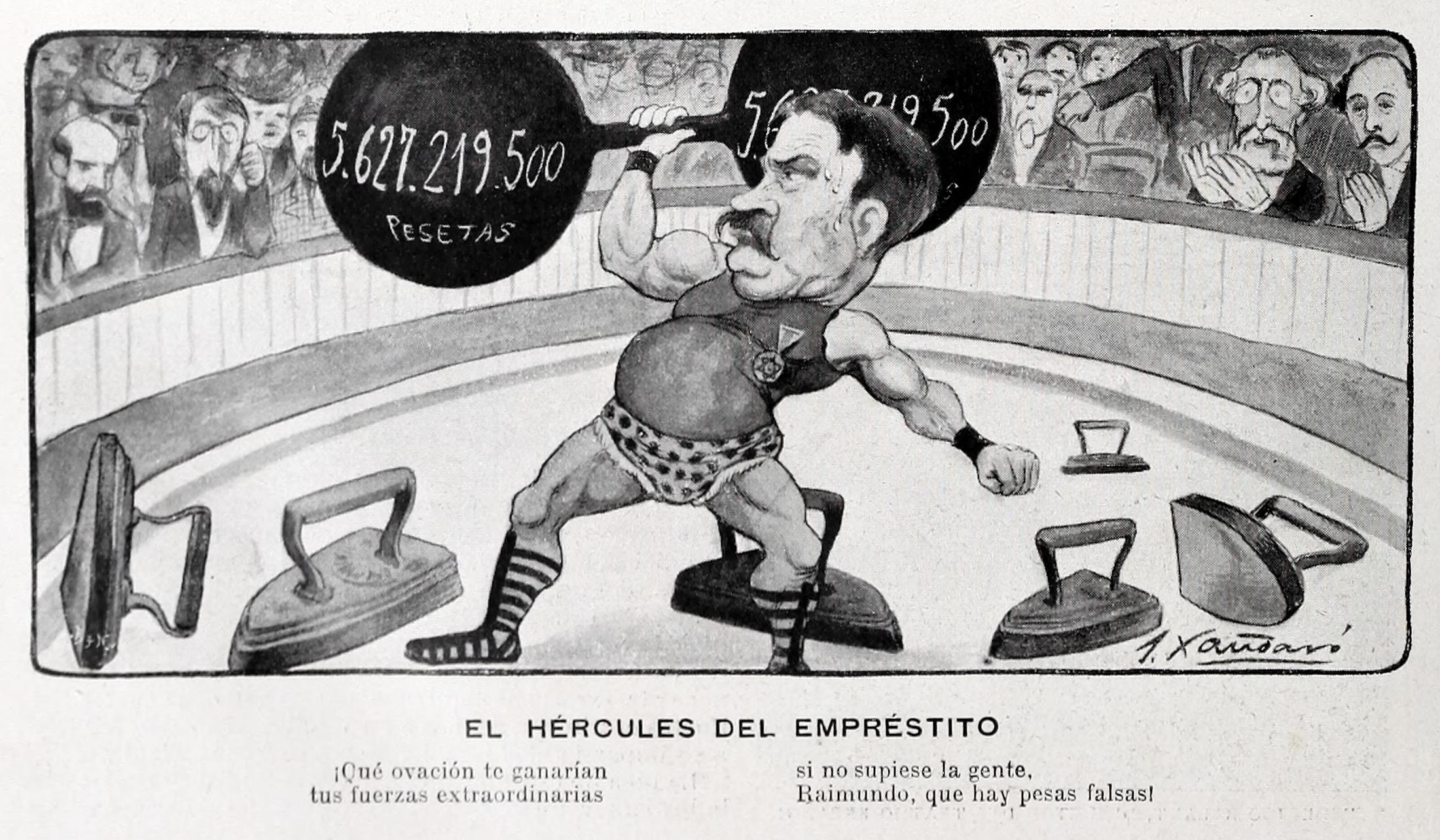
Karikatur (1900)

Am 22. März 1880 wurde er als Unterstaatssekretär in das Schatzministerium berufen, in dem er bis zur Bildung des Kabinetts von Práxedes Mateo Sagasta am 8. Februar 1881 tätig war. Nach seiner Benennung zum Zivilgouverneur von Madrid am 31. März 1884 wurde er am 13. Juli 1885 als Innenminister (Ministro de Gobernación) erstmals in die Regierung berufen und gehörte dem vierten Kabinett von Antonio Cánovas del Castillo bis zum 27. November 1885 an. Als Minister musste er insbesondere zuvor von der Regierung beschlossene Maßnahmen rechtfertigen, die zu Aufständen der Einzelhändler in Madrid geführt hatten.
Cánovas del Castillo ernannte ihn dann nach dem erneuten Gewinn der Macht durch die Konservative Partei am 5. Juli 1890 zum Minister für Gnadengesuche und Justiz (Ministro de Gracia y Justicia). Als solcher gehörte er der Regierung zunächst bis zum 23. November 1891 an, trat dann wegen seiner politischen Nähe zu Francisco Silvela Le Vielleuze nach dessen Meinungsverschiedenheiten mit Francisco Romero Robledo, ehe er vom 25. Juni bis zum 30. November 1892 wieder Innenminister der Regierung Cánovas war.
In den folgenden Jahren hatte er zunächst keine bedeutenderen Ämter mehr inne und unterlag Silvela auch in der Nachfolge um den Vorsitz der Konservativen Partei nach Cánovas Tod am 8. August 1897.
Am 4. März 1899 erfolgte dennoch seine Ernennung zum Schatzminister (Ministro de Hacienda) im Kabinett von Silvela Le Villeuze. In dieser ersten Regierung nach dem „Desaster“ von 1898 legte er bereits am 17. Juni 1899 das Haushaltsgesetz und die Haushaltsaufstellung für das Haushaltsjahr 1900 vor. Während seiner bis zum 6. Juli 1900 dauernden Zugehörigkeit zur Regierung war er außerdem noch bis zum 25. April 1899 letzter Kolonialminister (Ministro Ultramar).

### Parlamentspräsident und Ministerpräsident

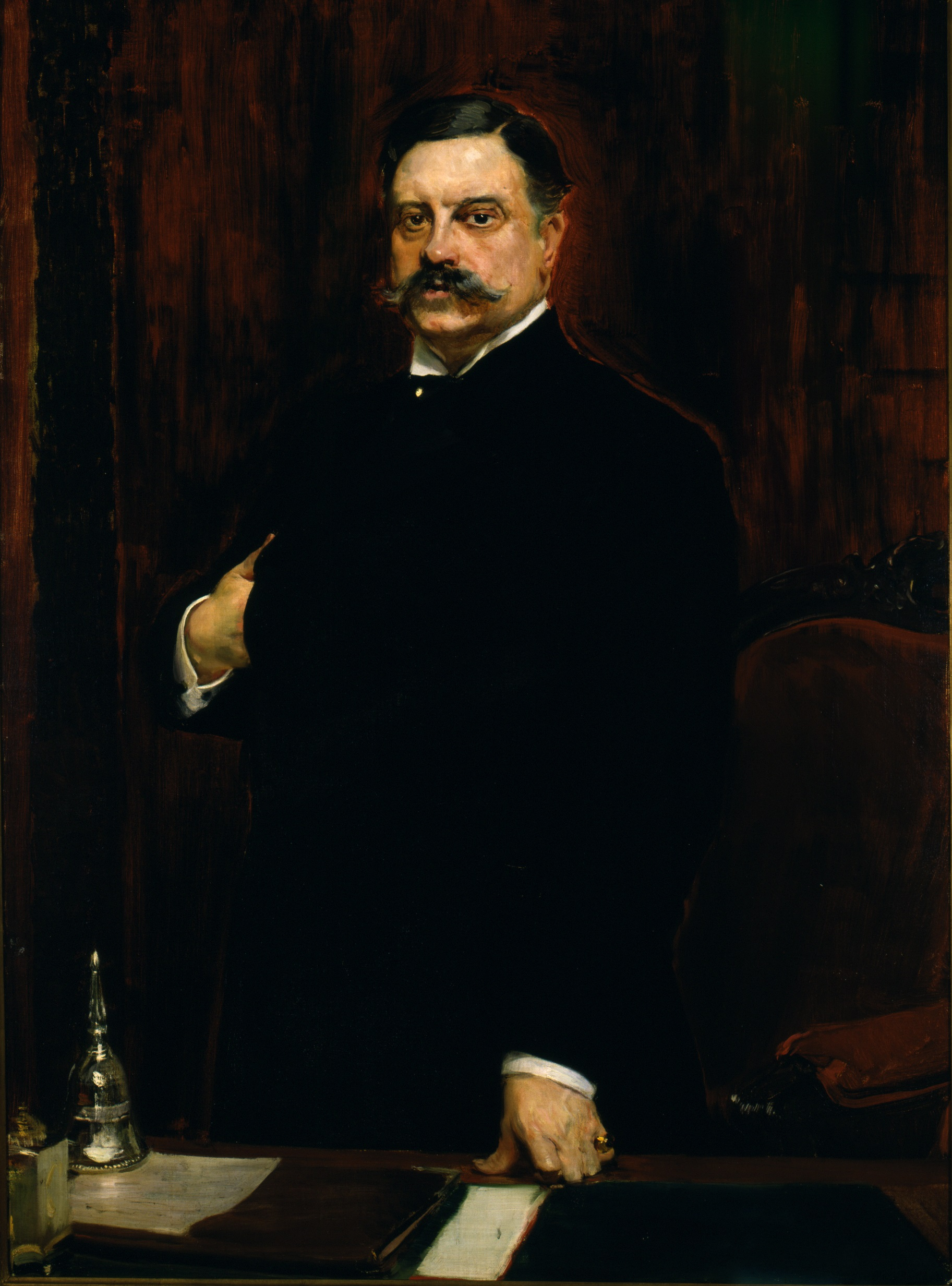
Raimundo Fernández Villaverde (Gemälde von Joaquín Sorolla y Bastida im Congreso de los Diputados, 1901)

Am 20. November 1900 wurde er erstmals zum Parlamentspräsidenten (Presidente de la Càmara) gewählt und verblieb bis zum 25. April 1901 im Amt. Ministerpräsident Silvela Le Villeuze berief ihn am 6. Dezember 1902 auch in sein zweites Kabinett zum Schatzminister, ersetzte ihn aber noch während der Amtszeit am 25. März 1903, nachdem es zwischen ihnen zu Meinungsverschiedenheiten wegen der Neugliederung der Flotte und die dadurch bedingten Auswirkungen auf den Haushaltsausgleich kam. Danach war er vom 19. Mai 1903 bis zum 12. September 1904 wieder Präsident des Parlaments.
Am 20. Juli 1903 wurde er zugleich als Silvelas Nachfolger erstmals zum spanischen Politiker und Ministerpräsidenten Spaniens (Presidente del Gobierno) einer Übergangsregierung ernannt, übte dieses Amt jedoch nur bis zum 5. Dezember 1903 aus und wurde dann von Antonio Maura Montaner abgelöst.
Als Nachfolger von Marcelo Azcárraga Palmero wurde er am 27. Januar 1905 erneut Ministerpräsident. Allerdings musste er auch diesmal nach nur knapp fünf Monaten Amtszeit am 23. Juni 1905 zurücktreten, nachdem er zur Einschränkung der Opposition das Parlament auflösen wollte, was allerdings sowohl vom Senat am 17. Juni als auch vom Kongress am 20. Juni 1905 abgelehnt wurde. Weniger als einen Monat nach seinem Rücktritt verstarb er in Madrid.

### Ehrenämter
Am 10. April 1888 wurde er Mitglied der Real Academia de Ciencias Morales y Políticas und nahm dort bis zu seinem Tod den Sessel 3 ein. In dieser Zeit hielt er am 19. Mai 1889 eine Festrede (Memento vom 8. Juni 2003 im Internet Archive) zum Thema "Consideraciones histórico-críticas acerca del sufragio universal como órgano de la representación política en las sociedades modernas" (Historisch-Kritische Betrachtungen zum Allgemeinen Wahlrecht als Organ der politischen Repräsentation in modernen Gesellschaften). Des Weiteren wurde er am 15. Dezember 1898 Mitglied der Königlich Spanischen Akademie (Real Academia Española), wo er den Sessel (Sillón) g einnahm, den er allerdings erst am 23. November 1902 offiziell besetzen konnte.